# ビーチテニス

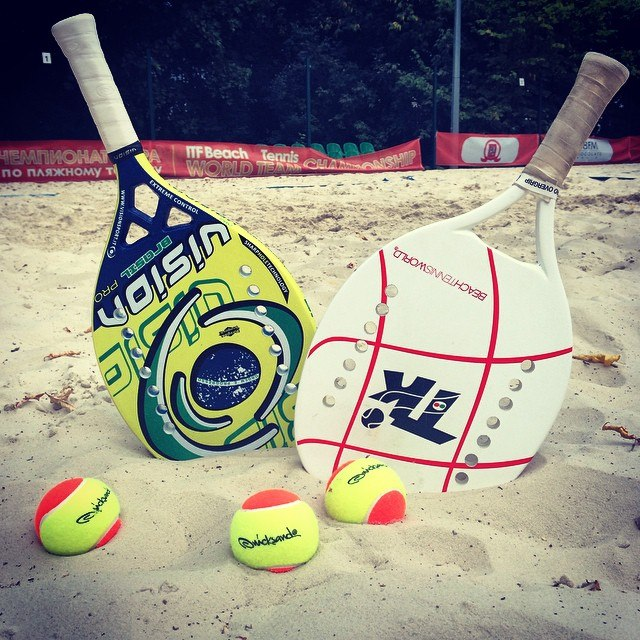
ラケット（パドル）とボール

ビーチテニス（beach tennis）とはパドル（paddle）と呼ばれる特殊なラケットを使い、ネット越しにボールを空中で打ち合う競技である。テニスとバドミントンを融合させたようなスポーツ。

## 特徴
- ボール・・・ノンプレッシャーボールを使用。
- ラケット・・・パドルと呼ばれるカーボンやグラスファイバー製の専用ラケットを使用する。長さ最長50cmで規定されている。
- コート・・・ビーチバレーと同じ大きさのコート(8m×16m）
- 服装・・・スポーツウェア、ビーチカジュアル、もしくは水着。
- その他・・・バウンドをさせずに空中でボールを打ち合うことも特徴の一つである。

## ルールと戦術
スコアのカウント方法は、通常の硬式テニスとほぼ同じである。

パワーを使ってショットを決めるよりも、いかにボールをコントロールするかというテクニックの方が重要である。ドロップやロブを使い相手の陣形を崩してポイントを奪う。

## 硬式テニスとの相違点
- ボールが地面についた時点で失点となる。
- サーブは一本のみしか打てない。コートからアウトしたり、ネットにかかった場合は失点になる。尚サービスレットはなく、ネットインはそのままプレーを継続する。
- アドバンテージサイド・デュースサイドといったサービスエンドの概念が無い代わりに右サイド、左サイドでそれぞれ役割がある。

- サーブはサービスライン上であればどの場所から打っても良い。また、レシーブはネットから3m以上離れていれば、どちらが打っても良い。
- コートチェンジの際に、対戦相手同士がハイタッチをする。

## 歴史
1980代後半にイタリアのラベンナで発祥し
2008年に神奈川県藤沢市の鵠沼海岸で
競技の普及が始まった。同年に国際テニス連盟が正式な競技として採用し2009年から日本でも
ITF Beach Tennis World Tourが開催され
るようになった。
テニス協会にビーチテニス委員会が設置され
楽天ジャパンオープン大会の会場　有明テニスの森　特設ビーチテニスコートで全日本選手権
が開催される。
現在ビーチテニス連盟の支部は東京　神奈川
千葉　新潟　宮城　静岡　大阪　兵庫　和歌山　広島　岡山　香川　愛媛　鳥取　福岡　宮崎　沖縄　にあり各地で普及活動が進んでいる。
日本ビーチテニス連盟は日本テニス協会の協力団体として認可されている。